# Aleurodiscus atlanticus
Aleurodiscus atlanticus är en svampart som beskrevs av Maire 1917. Aleurodiscus atlanticus ingår i släktet Aleurodiscus och familjen Stereaceae.   Inga underarter finns listade i Catalogue of Life.